# Иулиан Ле-Манский
Иулиан (II или IV) — епископ Ле-Мана. День памяти — 27 января.
Святой Иулиан был первым епископом Ле-Мана. Согласно одному из преданий, он был послан в эти края апостолом Петром и был одним из «апостолов от 70».
Согласно иному преданию, святой Иулиан жил в IV веке и оставался на епископской кафедре сорок семь лет.
По одной из версий, имя Святого Иулиана носит старейшая церковь Парижа — Церковь Сен-Жюльен-ле-Повр.
Иаков Ворагинский в Золотой Легенде путает святого с Симоном Прокаженным, которого исцелил Христос-Спаситель.